# Josef Matěj
Josef Matěj (* 19. Februar 1922 in Brušperk; † 28. März 1992 in Frýdlant nad Ostravicí) war ein tschechischer Posaunist und Komponist.

## Leben
Aus einer musikalischen Familie stammend, lernte Josef „Jožka“ Matěj zunächst Posaune bei seinem Vater, ehe er Unterricht am Masaryk-Institut für Musik und Gesang in Ostrava erhielt. Er war zwei Jahre lang Posaunist im Ostrauer Opernorchester und studierte anschließend 1943–1947 Orgel und Komposition am Prager Konservatorium, wo er Schüler von Josef Kuhn (Orgel) sowie Emil Hlobil und Zdenek Hůla (Musiktheorie, Komposition) war. 1947–1951 studierte er an der Akademie der musischen Künste in Prag (AMU) bei Jaroslav Řídký. 1948–1950 war er Chorleiter des Gesangsvereins „Union“, 1952–1954 Dozent für Musiktheorie und Komposition an der Theaterfakultät der AMU. Er unterrichtete Komposition in den Volkskursen für künstlerische Kreativität (umělecké tvořivosti) und spielte Posaune in verschiedenen Orchestern. Als Komponist und Arrangeur arbeitete er mit dem Armee-Kunstensemble „Vít Nejedlý“, dem Ensemble des Innenministeriums, aber auch mit führenden sinfonischen Klangkörpern. Ungeachtet der Nähe zu den staatlichen kommunistischen Stellen befasste er sich immer wieder mit religiösen Themen und Texten. Seine Kompositionen griffen teilweise die Volksmusik der Lachei auf und waren auch von anderen Regionen beeinflusst. In seinem Hauptwerk, der über einen Zeitraum von rund 20 Jahren entstandenen Oper Die vierzig Tage des Musa Dagh, sind Anklänge an armenische und balkanische Musik zu erkennen. 
Josef Matěj übte in der ČSSR wichtige Funktionen im Verband tschechischer Komponisten sowie im Musikrat des Ministeriums für Kultur aus. Für seine Verdienste wurde er mehrfach ausgezeichnet. Matěj, der zeitlebens eine enge Beziehung zu seiner Heimatregion hatte, starb in Frýdlant nad Ostravicí und wurde auf dem Friedhof von Brušperk beigesetzt. Die Grundschule für Kunst in Brušperk trägt seit 2013 den Namen Matějs (ZUŠ Jožky Matěje Brušperk). Anlässlich des 100. Geburtstages erfolgte 2022 in Brušperk eine Gedenkausstellung über Josef Matěj im Národní dům (Volkshaus), die Enthüllung einer Gedenktafel bei der Kapelle St. Marek und die Veröffentlichung einer 120-seitigen Studie über den Komponisten.
Josef Matějs Cousin Vladimír Matěj (1920–2005) war ebenfalls Musiker. Er arbeitete als Dirigent des Karlsbader Symphonieorchesters. Nach der Niederschlagung des Prager Frühlings 1968 emigrierte Vladimír Matěj nach Schweden, wo er auch starb. 

## Werke (Auswahl)

### Bühne
- Vater und Sohn. Ballett (1979–1983)
- Die vierzig Tage des Musa Dagh. Oper nach Motiven aus dem gleichnamigen Roman von Franz Werfel, Libretto: František Kafka und Jarmila Krulišová (1983)

### Chor und Orchester
- Chorlied. Kantate nach Worten von Marie Pujmanová für Chor und großes Orchester (1950–1951); Neufassung unter dem Titel Vokalsinfonie (1974)
- 1. Sinfonie für Soli, Chor und Orchester (1953–1955)
- Monogramme für großen Chor, Soli, Rezitator und großes Orchester (1968)
- Ophelia. Drei Vokalfresken nach einem Gedicht von Arthur Rimbaud in der Übersetzung von Vítězslav Nezval für Sopran, Rezitatorin, Frauenchor und Instrumentalensemble (1974)
- Tvůrci. Kantate nach einem Text von František Hrubín für Chor und Orchester (1985–1986)

### Orchester
- Drei Tänze aus den Ausläufern der Beskiden (1977)
- Drei sinfonische Tänze (1952)
- 2. Sinfonie (1960)
- 3. Sinfonie „Sinfonia drammatica“ (1970)
- 4. Sinfonie (1974)
- 5. Sinfonie (1977)
- Ein Blumenstrauß zum Gedächtnis der Gefallenen auf dem Mamajew-Hügel. Sinfonische Fantasie (1987)

### Streichorchester
- Serenade (1949)

### Soloinstrument(e) und Orchester
- Konzert für Posaune und Orchester (1947–1951)
- Konzert für Bassposaune und Orchester (1952)
- Sonata da camera für Oboe und Kammerorchester (1955)
- Rhapsodie für Viola und Orchester (1959–1960)
- Konzert für Violine und Orchester (1961)
- Konzert für Trompete und Orchester (1963)
- Sonate für Posaune und Streichorchester (1965)
- Konzert für Flöte, Cembalo und Streichorchester (1967)
- Konzert für Klarinette, Streichorchester und Klavier (1970)
- Konzert für Violoncello und Orchester (1972)
- Tripelkonzert für Trompete, Horn, Posaune und Kammerorchester (1973)

### Duo und Kammermusik
- 1. Streichquartett (1948)
- Suite für Oboe und Klavier (1949)
- Invokation für vier Posaunen (1950)
- Bläserquintett (1956)
- 2. Streichquartett (1966)
- Sonate für Violine und Klavier (1971)
- Musik für fünf Blasinstrumente „Omaggio a Leoš Janáček“ (1978)
- Inventionen für Flöte und Klavier (1983)

### Soloinstrument
- Variationen für Klavier (1947)
- Fantasie für Orgel (1981)

### Solostimme und Begleitung
- Drei geistliche Lieder für Tenor, Viola, Englischhorn und Orgel (1952)
- Ostnaté nebe (Dorniger Himmel). Liederzyklus auf Worte von Dagmar Hilarová und deutsche Texte von Ilse Weber für Sopran und Kammerorchester (1967)

Weiters Stücke für Blasorchester,  pädagogische Werke für Blasinstrumente, Lieder u. a.